# College of Arms
El College of Arms o Heralds' College (literalmente Colegio de Armas o Colegio de los Heraldos) es una corporación real formada por oficiales de armas profesionales, que constituye la máxima autoridad heráldica en Inglaterra, Gales, Irlanda del Norte y algunos reinos de la Mancomunidad. Los heraldos son nombrados por el soberano británico y en ellos es delegada la autoridad de actuar en nombre de la Corona en las materias de heráldica, investigación genealógica, concesión de nuevos escudos de armas y registro de pedigrees. Oficialmente, el Colegio también es el organismo oficial responsable de los asuntos relacionados con el izamiento y uso de banderas en tierra, y mantiene un registro oficial de estas y otros símbolos nacionales. Aunque el Colegio es parte de la casa real del Reino Unido, es autofinanciado y no recibe fondos públicos.
Fundado por Carta Real en 1484 por Ricardo III de Inglaterra, el Colegio es una de las pocas autoridades heráldicas que quedan en Europa. Dentro del Reino Unido, existen dos autoridades de ese tipo: la Corte del Lord Lyon en Escocia y el Colegio de Armas para el resto del país. El Colegio ha tenido su hogar en la City de Londres desde su fundación, y ha estado en su ubicación actual, en la Queen Victoria Street, desde 1555. El Colegio también consulta y se ocupa de la planificación de varias ceremonias como coronaciones, funerales de Estado, el oficio anual de la Jarretera y la ceremonia de apertura del Parlamento. Heraldos del Colegio acompañan al soberano en muchas de estas ocasiones.

## Historia

### Fundación

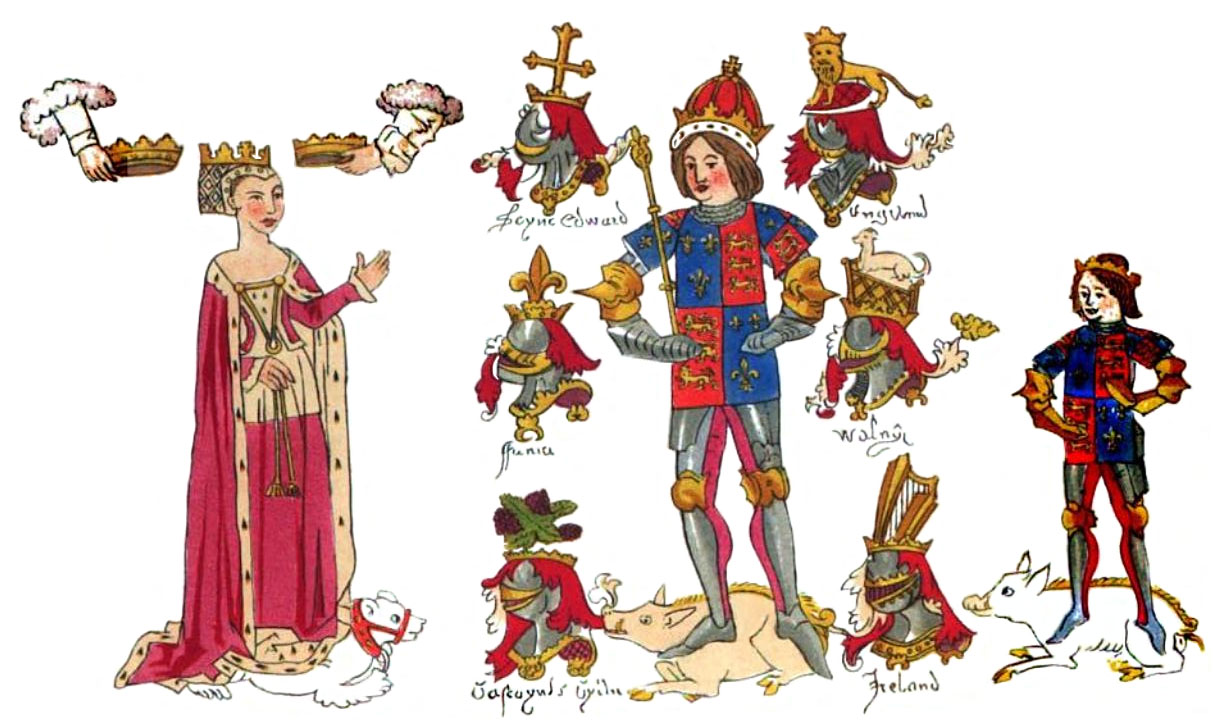
Ilustración de Ricardo III, fundador del Colegio, su esposa Ana Neville y su hijo Eduardo, príncipe de Gales, con sus cimeras y divisas heráldicas en el armorial de Rous, pintado por John Rous hacia 1483-1485 para el conde de Warwick.

El interés del rey Ricardo III en la heráldica fue demostrado por dos armoriales importantes que se encontraban en su poder. Cuando aún era duque de Gloucester y lord alto condestable de Inglaterra para su hermano Eduardo IV, supervisó a los heraldos e hizo planes para la reforma de su organización. Poco después de su ascensión al trono, nombró a Sir John Howard duque de Norfolk y Conde mariscal de Inglaterra, quien se convirtió en el primer miembro de su familia en poseer ambos títulos.
En el primer año de su reinado, los heraldos reales se constituyeron como una corporación gracias a una carta real fechada el 2 de marzo de 1484, bajo el nombre, en latín de Le Garter regis armorum Anglicorum, regis armorum partium Australium, regis armorum partium Borealium, regis armorum Wallæ et heraldorum, prosecutorum, sive pursevandorum armorum, traducido como «el Rey de Armas de la Jarretera de Inglaterra, el Rey de Armas de las Tierras del Sur, el Rey de Armas de las Tierras del Norte, el Rey de Armas de Gales, y todos los otros heraldos y persevantes de armas». La carta sigue, afirmando que «por el momento [los heraldos] deberán ser en perpetuidad una corporación de hecho y nombre, y deberán mantener una sucesión ininterrumpida». Este documento, titulado Literæ de incorporatione heraldorum, se encuentra ahora en el Museo Británico. Se ha hallado evidencia de que, antes de esta carta, los heraldos reales ya habían actuado como una corporación, de ciertas maneras, desde al menos 1420. No obstante, esta carta real sigue siendo el documento sobreviviente más antiguo que menciona al capítulo de heraldos como una corporación con personalidad jurídica. La carta delinea la investidura de los oficiales de armas, su jerarquía, los privilegios que les son concedidos y su jurisdicción sobre todos los asuntos heráldicos en el Reino de Inglaterra.
El rey permitió al Colegio tener y usar un solo sello, y les comandó encontrar un capellán que celebrara misa diaria para él mismo, su esposa Ana Neville, la reina consorte, y su hijo y heredero Eduardo. Al Colegio también se le concedió una casa llamada Coldharbour (anteriormente llamada Poulteney's Inn) en la Upper Thames Street, dentro de la parroquia londinense de All-Hallows-the-Less, para su uso como lugar de registro y espacio para los heraldos. Se decía que la casa, construida por Sir John de Pulteney, cuatro veces Lord alcalde de Londres, había sido una de las más grandiosas en la City.

### Diversas suertes

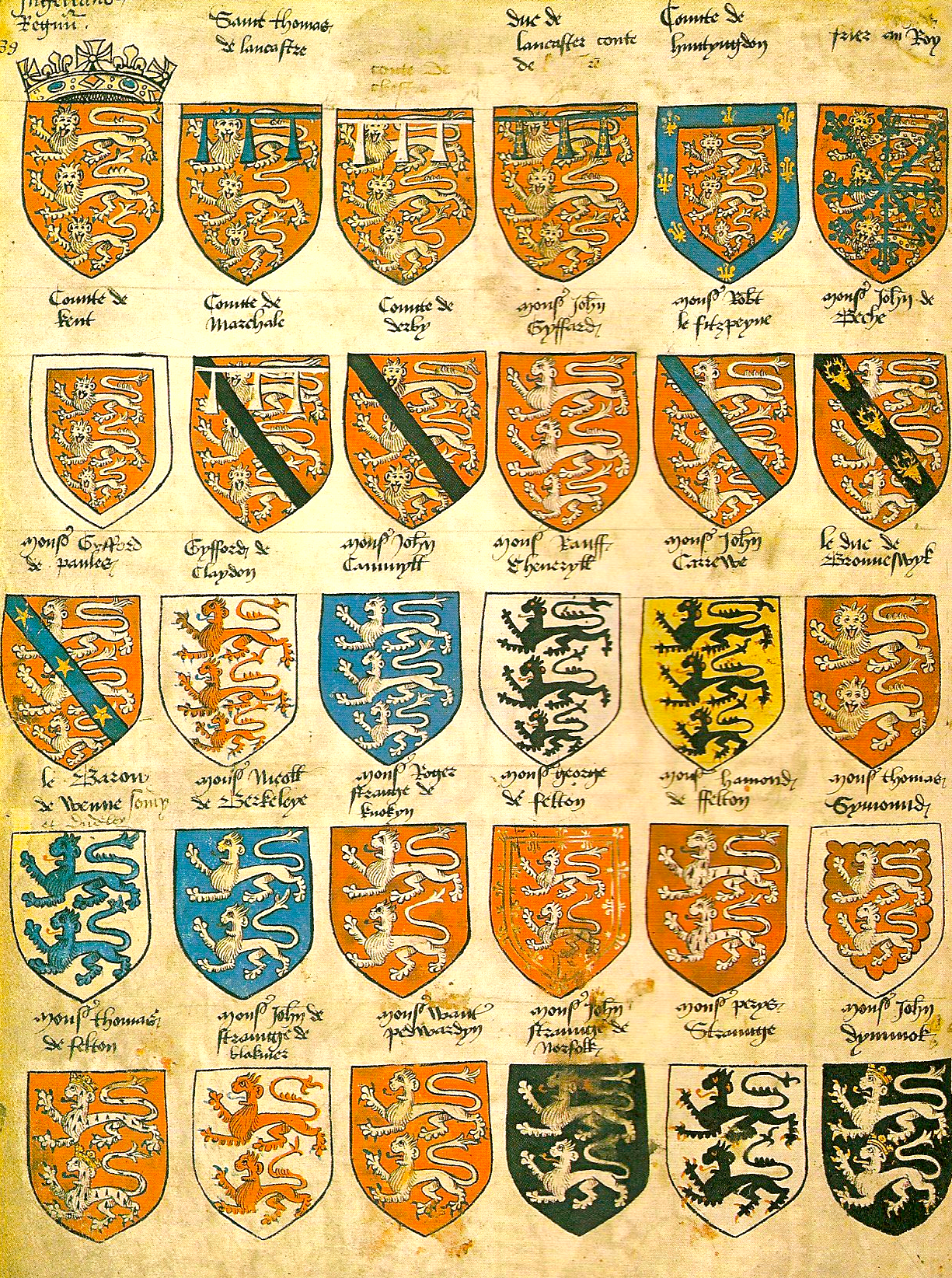
El Libro del Príncipe Arturo, un armorial hecho para Arturo, príncipe de Gales, c. 1520, mostrando el amplio uso de los leones en la heráldica inglesa.

La derrota y muerte de Ricardo III en Bosworth fue un doble golpe para los heraldos, ya que perdieron a su patrono, el Rey, y a su benefactor, el Conde Mariscal, quien también fue muerto. El victorioso Enrique Tudor fue coronado como Rey Enrique VII poco después de la batalla. El primer parlamento de su reinado, en 1485, aprobó una Ley de Reasunción, por la cual grandes concesiones hechas por sus dos predecesores a sus partidarios fueron canceladas. Si esta ley afectó el estatus de la carta real del Colegio es debatible; no obstante, la ley facilitó a la Corona la recuperación de hecho de Coldharbour. Enrique le entregó la casa a su madre Margarita Beaufort, de por vida. Esto debido a que se suponía que la casa había sido entregada a John Writhe, Rey de Armas de la Jarretera, y no a los heraldos como una corporación. Como resultado, los heraldos quedaron desprovistos y muchos de sus libros y registros se perdieron. A pesar de este trato por parte del rey, sus posiciones como miembros de la corte real permanecieron, y eran obligados por el monarca a atenderlo constantemente (aunque por turnos).
Del reinado de Enrique VIII se ha dicho que «en ningún otro momento desde su fundación ha estado [el Colegio] en mayor estima ni en empleo más completo, que en este reinado». Enrique VIII era aficionado a la pompa y la magnificencia, por lo que dio a los heraldos muchas oportunidades de ejercer sus roles en la corte. Además, se esperaba que los miembros del Colegio partieran a cortes extranjeras en misiones, ya fuese para declarar la guerra, acompañar ejércitos, convocar guarniciones o entregar mensajes a generales y potentados extranjeros. Durante su magnífica reunión con Francisco I de Francia en el Campo de la tela de oro, Enrique llevó consigo a dieciocho oficiales de armas, probablemente todos los que tenía, para regular muchos torneos y ceremonias que se realizaron en el lugar.

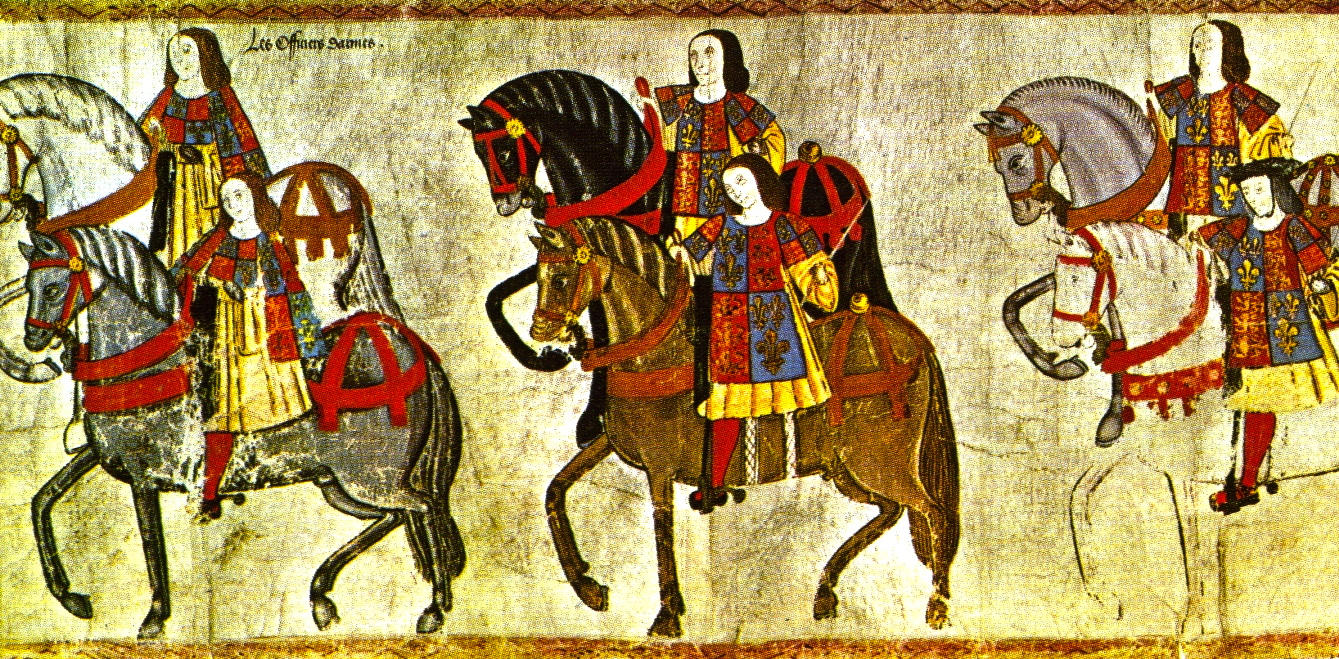
Oficiales del Colegio cabalgan en procesión al torneo de Westminster, en un rollo de torneo hecho durante el reinado del rey Enrique VIII en 1511. Los persevantes de la izquierda son identificados por sus tabardos invertidos, mientras que la figura de la derecha (con el sombrero negro) es probablemente Thomas Wriothesley, Rey de Armas de la Jarretera.

Sin embargo, las peticiones del Colegio al rey y al duque de Suffolk en 1524 y 1533 para el retorno de su sala capitular fueron rechazadas, y los heraldos tuvieron que tener sus capítulos en el lugar donde se encontraba la corte en ese momento. Incluso recurrieron a reunirse en las casas de sus miembros, en gremios e incluso en un hospital. Además, el hábito de Enrique VIII de ascender damas de súbditas a reinas, y concederles numerosos aumentos heráldicos, que también se extendían a sus familias, fue considerado peligroso para la ciencia de la heráldica. El reconocido anticuario y heraldista Charles Boutell comentó en 1863 que «las armas de la reina Ana Bolena son las primeras que ejemplifican el uso, introducido por Enrique VIII, de conceder a sus consortes 'aumentos' a sus armas paternas. Es una chocante ilustración de la condición degenerada de la heráldica en tiempos del segundo soberano Tudor».
Fue también durante su reinado, en 1530, que Enrique VIII confirió al Colegio uno de sus deberes más importantes por casi un siglo: las visitas heráldicas. Los reyes de armas provinciales eran comisionados por orden real a entrar en todas las casas e iglesias y les era concedido el poder de desfigurar y destruir todas las armas usadas ilegalmente por cualquier caballero, señor o gentilhombre. Para el tiempo de la disolución de los monasterios este deber se tornó aún más importante, puesto que los monasterios eran los depositarios de los registros genealógicos. A partir de entonces, todos los registros genealógicos y el deber de registrarlos fueron subsumidos por el Colegio. Las visitas heráldicas eran asuntos serios, y muchos individuos eran acusados y altamente multados por romper las leyes heráldicas. Cientos de estas visitas fueron realizadas hasta bien entrado el siglo XVII, ocurriendo la última en 1686.

### Refundación

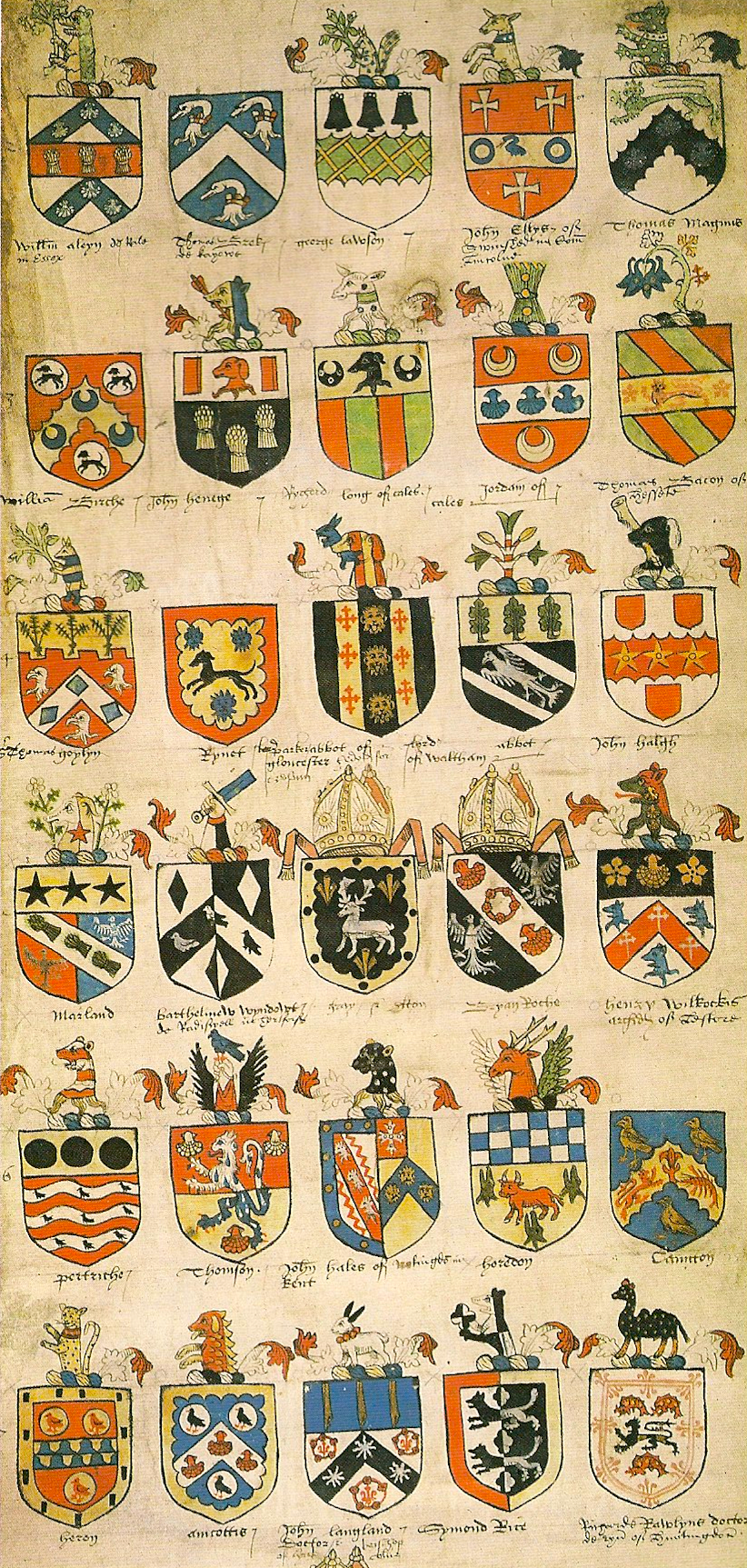
Armorial de concesiones de armas durante el Período Tudor, por Sir Thomas Wriothesley, c. 1528

El Colegio encontró una patrona en María I, aunque esto debió haber sido vergonzoso para ambas partes, después de que los heraldos proclamaran inicialmente el derecho al trono de su rival, Juana Grey. Cuando el rey Eduardo VI murió el 6 de julio de 1553, Juana Grey fue proclamada reina dos días después, primero en Cheapside y luego en Fleet Street por dos heraldos, trompetas sonando ante ellos. Sin embargo, cuando el apoyo popular pasó al lado de María, el Lord Alcalde de Londres y sus consejeros, acompañados por el Rey de Armas de la Jarretera, dos heraldos más y cuatro trompetistas volvieron a Cheapside para proclamar esta vez la ascensión de María como reina legítima. La excusa del Colegio fue que, en su primer acto, habían sido obligados por el duque de Northumberland (el suegro de Juana Grey, quien fue posteriormente ejecutado), una excusa que María aceptó.
La reina y su esposo (y co-soberano) Felipe II de España le concedieron al Colegio una nueva casa llamada Derby Place o Derby House, con una nueva carta, fechada el 18 de julio de 1555 en el Palacio de Hampton Court. La casa fue construida por Thomas Stanley, I conde de Derby, quien se casó con lady Margaret Beaufort en 1485 y fue creado conde de Derby en 1485. La casa databa de 1503 y fue entregada por el III conde en 1552 o 1553 a cambio de algo de tierra. La carta especificaba que la casa «les permitiría [a los heraldos del Colegio] reunirse y consultar, y estar de acuerdo entre ellos, por el bien de su oficio, y que los registros y armoriales estén más segura y convenientemente depositados». El documento también volvía a instituir a los tres reyes de armas, seis heraldos y todos los otros persevantes y oficiales, y a sus sucesores, en una corporación con sucesión perpetua. Un nuevo sello de autoridad, con el escudo grande del Colegio, fue también tallado. El 16 de mayo de 1555, fue usado el nombre the House of the Office of Arms; posteriormente, en mayo de 1566, se usó our Colledge of Armes y, en enero de 1567, our House of the College of the office of arms.
Derby Place estaba situada en la parroquia de St Benedict and St Peter, al sur de la Catedral de San Pablo, más o menos en la actual ubicación del Colegio. Existen registros de los heraldos llevando a cabo modificaciones a la estructura de Derby Place durante muchos años. Sin embargo, pocos registros de su apariencia han sobrevivido, a excepción de la descripción de que los edificios formaban tres lados de un cuadrilátero y que se entraba por una puerta con un rastrillo en el lado oeste. En el lado sur, cerca de donde hoy se encuentra la Queen Victoria Street, había una gran salón en la punta oeste. La cuenta del fogaje de Derby Place de 1663, descubierta en 2009 en los Archivos Nacionales en Kew, mostraba que el edificio tenía alrededor de 32 cuartos, que eran el lugar de trabajo así como el domicilio para once oficiales de armas.

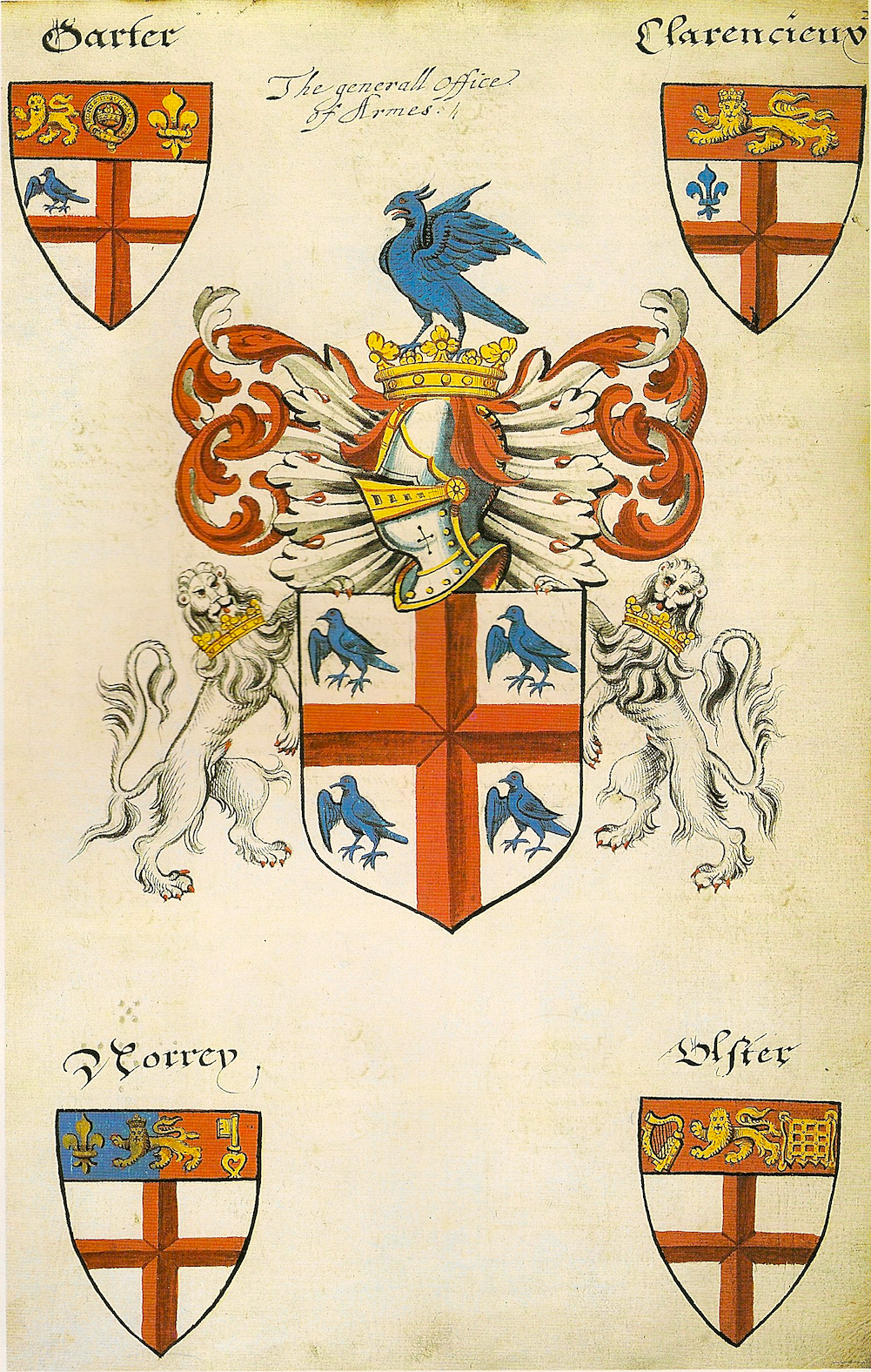
Escudos del Colegio y sus reyes de armas, en el armorial pintado por Thomas Lant cerca de 1595. Muestra las armas del de la Jarretara, de Clarenceux, de Norroy y de Úlster. El mueble adicional en el primer cuartel de los primeros dos escudos no aparece después.

Durante el reinado de la hermana de María, Isabel I, el Colegio vio sus privilegios confirmados por una ley del parlamento en 1566, así como la creación de muchos estatutos internos y ordenanzas importantes por parte de Thomas Howard, duque de Norfolk, el Conde mariscal, fechados al 18 de julio de 1568. El largo reinado de Isabel I vio al Colegio distraído por los múltiples pleitos entre William Dethick (Rey Jarretera), Robert Cooke (Rey Clarenceux) y Ralph Brooke (Heraldo York) sobre sus respectivos derechos. Al mismo tiempo, también ocurrían disputas entre los heraldos menores. El historiador Mark Noble escribió en 1805 que estas peleas generalmente incluían el uso de «cada epíteto que fue vergonzoso para ellos mismos y sus oponentes», y que «las acusaciones entre ellos bien podrían llenar un volumen». Durante estos años, la reputación del Colegio fue gravemente perjudicada a los ojos del público.
La razón tras estas disputas recaía en la imperfecta ejecución del reconocimiento del Colegio en 1568 y la incertidumbre sobre el tema de la concesión de armas a la nueva y emergente landed gentry de la época. Una investigación al estado del Colegio duró un año, finalmente reportando ante William Cecil, barón Burghley, en 1596. Como consecuencia, muchas medidas importantes de reforma del Colegio fueron hechas en el reinado de Jacobo I. Eventualmente, estas animosidades entre los heraldos en el Colegio terminaron solo después de la expulsión de uno y la muerte de otro.

### Guerra Civil
Cuando la Guerra civil inglesa comenzó en 1642, durante el reinado del rey Carlos I, el Colegio se dividió: tres reyes de armas, tres heraldos y un persevante se alinearon con el rey y los realistas, mientras que los oficiales restantes empezaron a prestar servicio al lado parlamentario. Sin embargo, los oficiales de armas solicitaron al Parlamento ese mismo año la protección de sus «libros de registros, entradas, precedentes, armas, pedigrees y dignidades». En 1643 los heraldos se unieron al Rey en Oxford, y estuvieron junto a él en la Batalla de Naseby, siguiéndolo en todas sus campañas. Incluso, Edward Walker, Rey de Armas de la Jarretera (desde 1645), fue nombrado, con el permiso del Parlamento, como secretario del Rey durante las negociaciones de Newport. Después de la ejecución de Carlos I, Walker siguió a Carlos II en su exilio en los Países Bajos.
Mientras tanto, el Comité de Secuestro tomó posesión de las premisas del Colegio el 3 de agosto de 1646. Más tarde, en octubre, el Parlamento ordenó al Comité remover a aquellos oficiales que habían sido leales al Rey, y proponer candidatos propios para llenar las vacantes. Los oficiales realistas fueron perseguidos: primero se les privaron sus cargos, luego sus emolumentos, luego fueron multados y algunos hasta fueron encarcelados. Aun así, la institución del Colegio fue protegida por los parlamentaristas, y sus derechos y trabajos continuaron sin disminución. Edward Bysshe, parlamentario por Bletchingley, fue nombrado Rey de Armas de la Jarretera, haciendo verdad la afirmación «el Parlamento que renegó de su rey, creó para sí un rey de armas». Durante este tiempo, los heraldos continuaron sus trabajos, e incluso estuvieron presentes el 26 de junio de 1657 en la segunda ceremonia de instauración de Oliver Cromwell como Lord protector de la Mancomunidad.

### Sobrevivencia

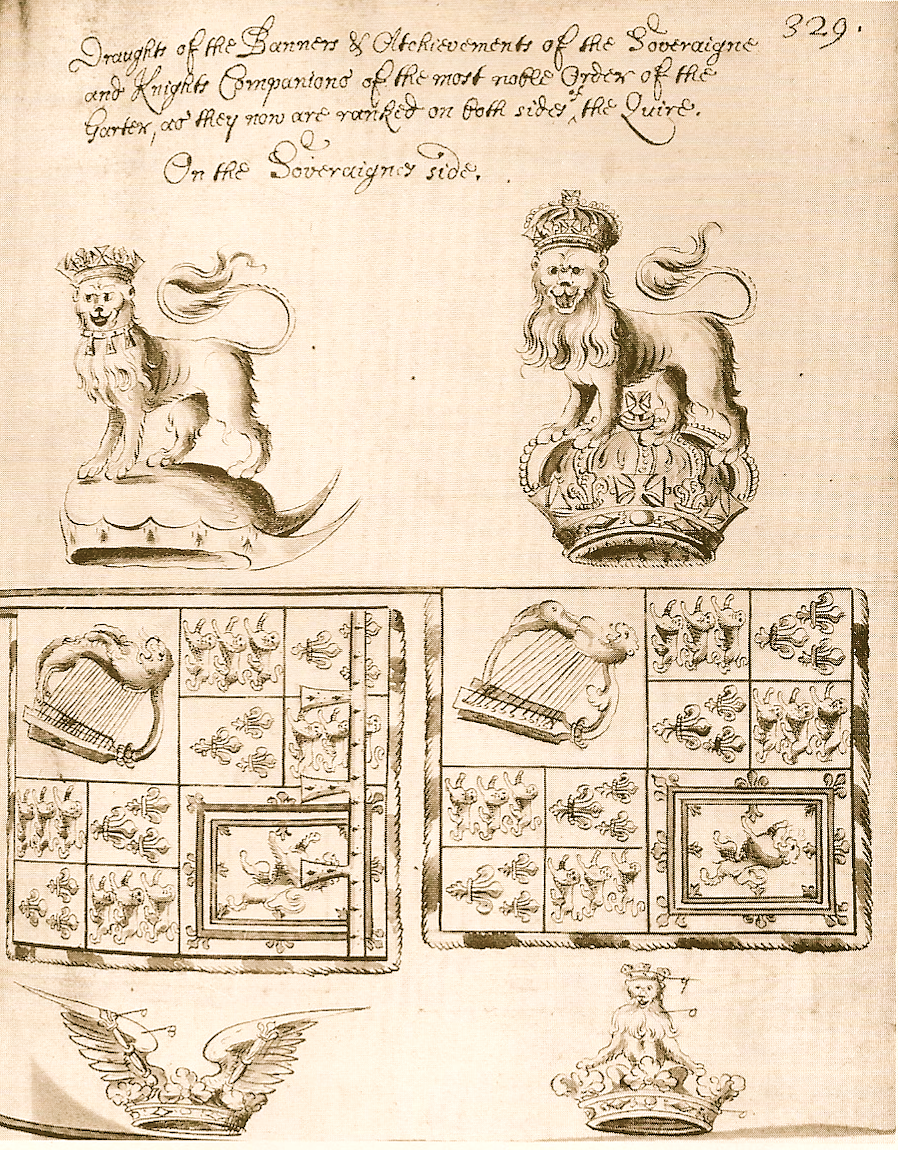
Estandartes y divisas del rey Carlos II y su hermano Jacobo, duque de York (más tarde Jacobo II), observados por Elias Ashmole, Heraldo Windsor. Durante una visitación a Berkshire entre 1664 y 1665, los estandartes y las divisas fueron hallados en los asientos del coro de la Capilla de San Jorge, en el Castillo de Windsor.

El 8 de mayo de 1660, los heraldos, bajo las órdenes del Parlamento, proclamaron Rey a Carlos II en las puertas de Westminster Hall. Fue dicho que William Ryley, que había sido originalmente nombrado Heraldo Lancaster por Carlos I pero luego pasó al lado de Cromwell, ni siquiera tenía un tabardo con las armas reales, ya que el suyo propio había sido «saqueado durante la guerra». En lugar de ese, tuvo que usar un tabardo decorativo sacado de la tumba de Jacobo I en la Abadía de Westminster. La prenda fue debidamente devuelta al día siguiente. La restauración de la monarquía con Carlos II anuló todas las leyes del anterior Parlamento y todas las acciones tomadas por el Lord Protector, aunque sin penalizar a quienes los habían apoyado (excepto a los jueces llamados «regicidas», que habían firmado la condena a muerte de Carlos I). De la misma manera, todas las certificaciones de armas del College hechas durante la Mancomunidad fueron declaradas nulas. Además, todos los heraldos nombrados durante el Interregno perdieron sus puestos, y aquellos nombrados por Carlos I retornaron a los suyos. Una excepción fue Edward Bysshe, quien fue removido de su puesto de Rey de Armas de la Jarretera, pero fue posteriormente Rey de Armas Clarenceux, para disgusto del siguiente Rey de Armas de la Jarretera, Edward Walker.
En 1666, Derby Place, sede de los heraldos desde 1555, fue completamente consumido por el fuego durante el Gran Incendio de Londres. Afortunadamente, la biblioteca del Colegio fue salvada, y fue guardada primero en el Palacio de Whitehall, para luego ser movida al Palacio de Westminster, donde los heraldos abrieron una pequeña oficina en un departamento llamado la Queen's court. Un anuncio  fue hecho en la London Gazette para notificar la situación al público. Debido a la falta de fondos, la planeada reconstrucción del Colegio fue retrasada hasta 1670. Fue entonces cuando Francis Stanford, Persevante Dragón Rojo y Morris Emmett, el albañil real, fueron capaces de juntos diseñar y construir una nueva estructura en el sitio. Los costos de la reconstrucción fueron financiados por etapas, y la estructura fue erguida por partes. Los heraldos contribuyeron considerablemente desde sus propios bolsillos; y al mismo tiempo se buscaron aportes entre la nobleza, siendo los nombres de los contribuyentes grabados en una serie de espléndidos manuscritos llamados los Libros de los Benefactores (Benefactors Books).

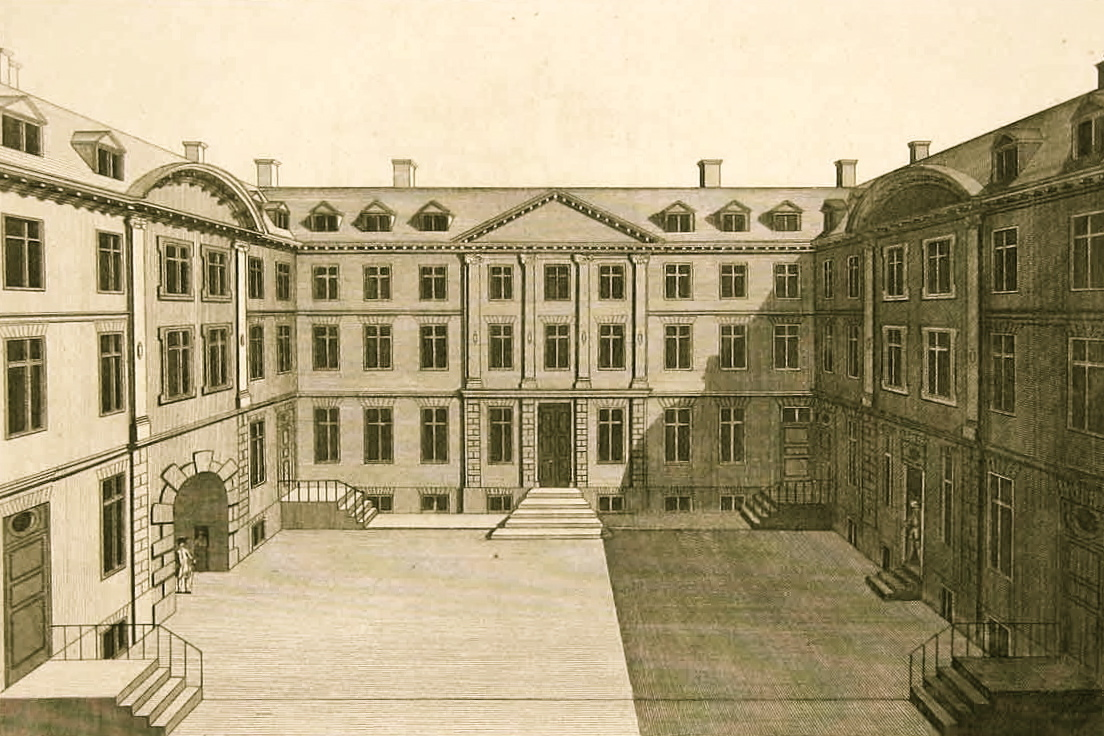
El Colegio durante el, grabado por Benjamin Cole y publicado en The History and Survey of London From Its Evolution to the Present Time, de William Maitland (1756).

Para 1683, la estructura del Colegio estaba terminada. El nuevo edificio fue construido con ladrillos lisos, y contaba con tres pisos más un ático y un sótano. El Colegio consiste en una serie de edificios cuadrangulares. Aparte del hall, la portería y una oficina pública, el resto de la estructura fue entregado para la instalación de los heraldos. En los lados este y sur fueron construidas tres casas adosadas para arrendar, con fachadas de acuerdo al diseño original del edificio. En 1699, el hall, que había sido usado durante algún tiempo como biblioteca, fue convertido en la Corte de Caballería, que se mantiene hasta el día de hoy. En 1776, se llevaron a cabo algunos cambios de estilo en el exterior del edificio, y algunos detalles como los frontones y las cornisas fueron removidos, transformando el edificio a un austero pero entonces popular estilo neoclásico.

## Heraldos del Colegio

#### Oficiales ordinarios
| Reyes de Armas |                                        |                                   | |
| Armas          | Cargo                                  | Nombre (Fecha de nombramiento)    | Notas |
|                | Rey de Armas Principal de la Jarretera | David White (1 de julio de 2021)  | El Rey de Armas más antiguo (su título hace referencia a la Orden de la Jarretera). El cargo fue creado en 1415 por el rey Enrique V. |
|                | Rey de Armas de Clarenceux             | Timothy Duke (1 de abril de 2021) | Tiene jurisdicción sobre la zona de Inglaterra al sur del Río Trent. El Rey Clarenceux es el más antiguo de los reyes provinciales, su cargo fue creado cerca de 1334. Su nombre deriva del ducado de Clarence. |
|                | Rey de Armas de Norroy y Úlster        | Robert Noel (1 de abril de 2021)  | Tiene jurisdicción en Irlanda del Norte (Úlster) y en Inglaterra al norte del Río Trent (Norroy). El cargo fue creado en 1943, cuando se combinaron los cargos de Rey de Armas Norroy y Rey de Armas de Úlster. El cargo de Norroy fue creado en 1276, siendo probablemente el más antiguo de todos los heraldos, mientras que el de Úlster fue creado en 1552 por Eduardo VI. «Norroy» es el equivalente francés de «Rey del norte», mientras que Úlster es el nombre tradicional de la provincia que hoy en día equivale más o menos a Irlanda del Norte. |

## Escudo del Colegio
| Escudo del College of Arms | |
|                            | Blasón Una cruz de gules acompañada de cuatro palomas de azur, con su ala diestra extendida e invertida, en campo de plata. Cimera Una paloma azorada de azur, sobre una corona ducal de oro. Soportes Dos leones rampantes leopardados, acollarados con una corona ducal de oro. Lema DILIGENT AND SECRET (DILIGENTE Y SECRETO) Divisa Una paloma de azur acollarada con una corona ducal de oro, con su ala diestra extendida e invertida. Fecha de adopción 1484 (hipotéticamente), 1555 (definitivamente) |